# جلان كرو
جلان كرو (بالإنجليزية: Glen Crowe)‏ هو لاعب كرة قدم أيرلندي، ولد في 25 ديسمبر 1977 في دبلن في جمهورية أيرلندا. شارك مع منتخب جمهورية أيرلندا تحت 21 سنة لكرة القدم ومنتخب جمهورية أيرلندا لكرة القدم. أما مع النوادي، فقد لعب مع كارديف سيتي ونادي إكزتر سيتي ونادي بليموث أرجايل ونادي بوهيميان ونادي شيلبورن ووولفرهامبتون واندررز.

## وصلات خارجية
- جلان كرو على موقع قاعدة بيانات كرة القدم.إي يو (الإنجليزية)
- جلان كرو على موقع ناشيونال فوتبول تيمز (الإنجليزية)
- جلان كرو على موقع Soccerbase.com (لاعب) (الإنجليزية)
- جلان كرو على موقع عالم كرة القدم.نت (الإنجليزية)